# Шакини
Шакини (латыш. Šakini) — село в Краславском крае Латвии. Входит в состав Калниешской волости. По данным на 2021 год в селе проживало 4 человека.

## Общая физико-географическая характеристика
Географическое положение
По автомобильным дорогам расстояние до волостного центра — села Калниеши — составляет 8,8 км, до краевого центра — города Краслава — 14 км.

## Население
| 2002 | 2009 | 2021 |
| ---- | ---- | ---- |
| 10   | 16▲  | 4▼   |